# Joseph ben Shalom Askenazi
Joseph ben Shalom Askenazi, detto anche Josephha-Arokh, "l'alto" (XIII secolo – XIV secolo), fu un cabalista ebreo spagnolo.

## Biografia
Si dichiarava discendente di Judah b. Samuel he-Ḥasid e di lui sopravvivono solo due opere.
Scrisse un commentario sul Sefer Iezirah (Mantova, 1562), pubblicato per errore sotto il nome di R. *Abraham b. David of Posquières.

## Opere
- (LA) Sefer Iezirah, Amsterdam, Johannes & Jodocus Janssonius, 1642.
- Commento al Sefer Yetzirah, Gerusalemme, 1961.
- Commento cabbalistico a Genesi Rabbà, ed. a cura di M. Hallamish, Gerusalemmr, Magnes Press, 1984.